# Marcus Högberg
Marcus Erik Högberg, född 25 november 1994 i Örebro, är en svensk professionell ishockeymålvakt som spelar för New York Islanders i AHL. Han påbörjade sin seniorkarriär med just Linköping i SHL säsongen 2012/13. Han spelade för klubben fram till 2017. Under tiden i Linköping blev han vid två tillfällen utlånad för spel i Hockeyallsvenskan, till Mora IK och IK Oskarshamn. Som junior vann han SM-guld med Linköping J20 säsongen 2011/12.
Vid NHL-draften 2013 valdes Högberg av Ottawa Senators i den tredje rundan som nummer 78 totalt. I mars 2017 skrev han ett treårsavtal med Senators i NHL och representerade klubben fram till 2021. Under tiden med senators spelade han främst för klubbens farmarlag: Binghamton Senators och Belleville Senators i AHL, samt Brampton Beast i ECHL. I december 2018 gjorde han NHL-debut för Ottawa Senators. Högberg återvände till Linköping och spelade ytterligare tre säsonger för klubben. 2024 utsågs han till SHL:s mest värdefulla spelare, samt SHL:s bästa målvakt. I maj 2024 skrev ett nytt NHL-avtal, denna gång med New York Islanders.
Högberg gjorde A-landslagsdebut 2014 och spelade 2022 VM i Finland. Som junior tog han ett silver med landslaget under JVM i Sverige 2014.

## Karriär

### Klubblagskarriär

#### 2010–2017: Linköping HC

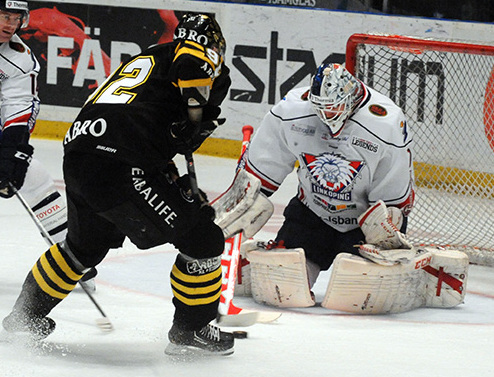
Högberg med Linköping HC 2014.

Högberg kom till Linköping HC från Örebro HUF inför säsongen 2010/11. Säsongen därpå vann han J20 Superelit med Linköping och utsågs till seriens bästa målvakt. I augusti 2012 skrev han på ett tvåårskontrakt med Linköpings A-lag och gjorde sin första elitseriematch från start i segermatchen mot Timrå IK 22 november 2012. Sommaren 2013 valdes Högberg i den tredje rundan som nummer 78 totalt av Ottawa Senators i NHL-draften.
Den 18 mars 2013 meddelades det att Högberg skulle bli utlånad till Mora IK i Hockeyallsvenskan under säsongen 2013/14. Han gjorde debut i Hockeyallsvenskan den 12 september 2013 i en 8–2-seger mot Almtuna IS där han räddade 30 skott. Totalt spelade han 15 matcher för Mora IK. Högberg fick också chansen i Linköping under slutet av grundserien och var sedan i det efterföljande SM-slutspelet lagets förstemålvakt. I den första play in-matchen, den 10 mars 2014, höll han sin första nolla i SHL och assisterade dessutom till ett mål då han motade samtliga 29 skott i en 4-0–seger mot Modo Hockey. Linköping slog därefter ut Frölunda HC i kvartsfinalserien med 4–3 i matcher, innan man slogs ut i semifinal mot Skellefteå AIK med 4–1 i matcher.
Den 28 april 2014 bekräftades det att Högberg förlängt sitt avtal med Linköping med ytterligare ett år. Under säsongen 2014/15 delade Högberg på ansvaret som målvakt i Linköping med David Rautio. Vid juluppehållet 2014 lånades han ut till IK Oskarshamn i Hockeyallsvenskan under två matcher. I sin första hela säsong i Linköping höll Högberg nollan vid tre tillfällen. Laget slutade på fjärde plats i grundserietabellen och slogs därefter för andra året i följd, med Högberg i laget, ut i semifinal av Skellefteå AIK med 4–1 i matcher i SM-slutspelet.
Under sin andra säsong från start med Linköping i SHL förlängde Högberg den 14 december 2015 sitt kontrakt med Linköping med två år. Han spelade 28 grundseriematcher och höll nollan vid två tillfällen. I SM-slutspelet spelade han inte någon match. Säsongen 2016/17 var Högberg och Jacob Johansson målvakter i Linköping. Högberg spelade 33 av 52 matcher och slog personligt rekord då han höll nollan under fyra matcher i grundserien. Laget slutade på fjärde plats i grundserietabellen och i det efterföljande SM-slutspelet var Högberg Linköpings förstaval som målvakt och fick starta i samtliga matcher. Linköping slogs ut i kvartsfinalserien av Brynäs IF med 4–2 i matcher.

#### 2017–2021: Ottawa Senators
I slutet av mars 2017, lämnade Högberg Linköping HC då han skrivit på ett tvåårskontrakt med Ottawa Senators. Han avslutade säsongen 2016/17 med Senators farmarlag Binghamton Senators i AHL. Han spelade sin första match i AHL den 5 april 2017 i en 2–5-förlust mot Rochester Americans. 2017/18 gjorde Högberg sin första kompletta säsong i Nordamerika. Han flyttades snabbt ner av Ottawa Senators till dess nya farmarklubb, Belleville Senators i AHL. Resten av säsongen pendlade Högberg mellan att spela med Belleville i AHL och att spela i ECHL med Brampton Beast. Den 7 februari 2018 höll han för första gången nollan i AHL, när han räddade 33 skott då Senators besegrade Rochester Americans med 2–0. Totalt spelade han under säsongens gång 18 matcher i AHL och 16 matcher i ECHL.
Under inledningen av säsongen 2018/19 var Högberg skadad och gjorde säsongsdebut först i slutet av november 2018 då han skickades ner till ECHL för spel med Beast. Efter en match med laget återvände han till AHL. I slutet av december samma år kallades Högberg upp till Ottawa Senators i NHL och gjorde den 29 december NHL-debut, i en 3–2-förlust mot Washington Capitals. Totalt fick Högberg spela i fyra NHL-matcher under säsongen. Resten av säsongen spelade han för Belleville i AHL, där han noterades för två hållna nollor på 39 spelade matcher.
Den 19 juni 2019 förlängde Högberg sitt avtal med Senators med ytterligare två år. Han inledde säsongen 2019/20 med Belleville i AHL, där han spelade totalt 15 matcher mellan oktober och december 2019. Därefter var han ordinarie i Senators NHL-lag och spelade totalt 24 matcher i grundserien. Säsongen 2020/21 kom att bli Högbergs sista med Senators. Han spelade totalt 14 matcher för klubben under säsongens gång och spelade också två matcher för Belleville i AHL.

#### Från 2021: Linköping HC och New York Islanders
Den 17 juni 2021 meddelades det att Högberg återvänt till Sverige då han skrivit ett fyraårsavtal med Linköping HC. Likt säsongerna 2014/15 och 2015/16 bildade Högberg denna säsong åter målvaktspar med David Rautio. Högberg spelade 41 av grundseriens 52 matcher och höll nollan vid fyra tillfällen, en tangering av hans personliga rekord i SHL från säsongen 2016/17. Tre av dessa nollor kom under de avslutande sex omgångarna av serien, varför han var en av fem kandidater att utses till månadens spelare i SHL. Den efterföljande säsongen fick Högberg ännu mer speltid i Linköping. Han var den målvakt i hela SHL som hade mest istid, efter Jacob Johansson i Timrå IK. Han höll nollan vid tre tillfällen på 43 grundseriematcher. För andra säsongen i följd misslyckades Linköping, med Högberg i laget, att ta sig till SM-slutspel.
Säsongen 2023/24 bildade Högberg målvaktspar med Jesper Myrenberg i Linköping HC. Högberg fick istid i 40 grundseriematcher och höll nollan vid fyra tillfällen. Högberg var den målvakt i grundserien som gjorde flest räddningar i grundserien (1 053). Han var också den med tredje bästa räddningsprocenten (91.41). I slutet av grundserien, den 12 mars 2024, bekräftades det att Högberg skrivit ett nytt avtal med Linköping HC, vilket innebar att han adderat tre år på sitt befintliga kontrakt samt att en klausul för spel i den schweiziska ligan plockats bort. Linköping slutade på sjätte plats i grundserien och kvalificerade sig för kvartsfinalspel mot Skellefteå AIK. Högberg missade dock samtliga matcher i slutspelet på grund av lunginflammation. I slutet av maj 2024 meddelades det att Högberg utsetts till SHL:s mest värdefulla spelare samt SHL:s bästa målvakt säsongen 2023/24.
I slutet av april 2024 bekräftades det att Höberg, trots nyskrivet avtal med Linköping, skulle komma att lämna för spel i NHL. Den följande månaden, den 7 maj, stod det klart att han skrivit ett tvåårsavtal med New York Islanders. I början av oktober 2024 meddelades det att Högberg blivit uppsatt på waiverslistan och därefter blivit skickad till AHL för spel med Bridgeport Islanders. Han spelade elva grundseriematcher för klubben mellan oktober och december 2024. I december 2024 blev han uppkallad till Islanders i NHL och var under återstoden av säsongen ordinarie i klubben. I januari 2025 ådrog han sig en skada och var därefter borta från spel i över en månads tid. Islanders misslyckades att ta sig till Stanley Cup-slutspelet och totalt spelade Högberg 15 grundseriematcher.

### Landslagskarriär

#### 2012–2014: Ungdoms- och juniorlandslag
Vid U18-VM i Tjeckien 2012 var Högberg med i Sveriges trupp. Han var med i Sveriges 3–1-seger mot Lettland. Laget tog sig ändå till final, där man ställdes mot USA. Högberg blev inbytt efter drygt halva matchen, men Sverige förlorade till slut med hela 0–7. Högberg var med och tog silver vid JVM i Sverige 2014. Han stod dock endast en match, där han tog samtliga 13 skott i Sveriges seger mot Norge (10–0).

#### Från 2022: A-landslaget
Den 25 april 2014 debuterade Högberg i A-landslaget i en match mot Norge. Han hann dock endast spela en period innan matchen avbröts. Högberg spelade därefter inte i Tre Kronor förrän den 14 april 2022, denna gång återigen i en match mot Norge, som slutade med en 7–0-seger. Kort därpå blev han uttagen att spela Czech Hockey Games, som spelades mellan 28 april och 1 maj. Högberg stod i mål i två av tre matcher och höll nollan i båda av dessa. Han släppte in sitt första mål i Tre Kronor i sin femte A-landskamp, den 7 maj 2022, i en 2–3-seger mot Schweiz. Han hade då hållit nollan i över 208 minuter i landslagsdressen.
Högberg blev uttagen att spela sitt första VM 2022 i Finland. Han fick spela i Sveriges inledande gruppmatch mot Österrike, som besegrades med 3–1. Totalt stod Högberg för 19 räddningar. I de tre efterföljande matcherna var han backup åt Magnus Hellberg, och efter att Linus Ullmark anslutit till Tre Kronor stod Högberg utanför laget. Sverige slutade på andra plats i grupp B, men slogs sedan omgående ut i kvartsfinal av Kanada med 3–4 efter förlängningsspel.

## Statistik
M = Matcher; V = Vinster; F = Förluster; O = Oavgjorda; MIN = Spelade minuter; IM = Insläppta Mål; R = Antal räddningar; N = Hållit nollan; GIM = Genomsnitt insläppta mål per match; R% = Räddningsprocent

### Klubbkarriär
| 2012–13                  | Linköping HC             | Elitserien               | 3   | 1   | 1  | 0  | 140    | 6   | 46    | 0  | 2.57 | 88.46 | —  | — | —  | — | —     | —  | —   | — | —    | —     |
| 2013–14                  | Mora IK                  | HA                       | 15  | 5   | 8  | 0  | 778    | 38  | 314   | 0  | 2.93 | 89.20 | —  | — | —  | — | —     | —  | —   | — | —    | —     |
| 2013–14                  | Linköping HC             | SHL                      | 4   | 3   | 0  | 1  | 222    | 4   | 97    | 0  | 1.08 | 96.04 | 11 | 4 | 5  | 0 | 569   | 28 | 294 | 2 | 2.95 | 91.30 |
| 2014–15                  | Linköping HC             | SHL                      | 27  | 12  | 11 | 1  | 1 463  | 56  | 620   | 3  | 2.30 | 91.72 | 6  | 1 | 4  | 0 | 283   | 15 | 140 | 0 | 3.18 | 90.32 |
| 2014–15                  | IK Oskarshamn            | HA                       | 2   | 2   | 0  | 0  | 123    | 6   | 64    | 0  | 2.92 | 91.43 | —  | — | —  | — | —     | —  | —   | — | —    | —     |
| 2015–16                  | Linköping HC             | SHL                      | 28  | 14  | 8  | 5  | 1 581  | 61  | 627   | 2  | 2.31 | 91.13 | —  | — | —  | — | —     | —  | —   | — | —    | —     |
| 2016–17                  | Linköping HC             | SHL                      | 33  | 17  | 12 | 4  | 2 000  | 63  | 861   | 4  | 1.89 | 93.18 | 6  | 2 | 4  | 0 | 340   | 14 | 151 | 0 | 2.47 | 91.52 |
| 2016–17                  | Binghamton Senators      | AHL                      | 3   | 0   | 3  | 0  | 180    | 13  | 83    | 0  | 4.34 | 86.46 | —  | — | —  | — | —     | —  | —   | — | —    | —     |
| 2017–18                  | Brampton Beast           | ECHL                     | 16  | 8   | 7  | 1  | 949    | 49  | 529   | 0  | 3.10 | 91.52 | —  | — | —  | — | —     | —  | —   | — | —    | —     |
| 2017–18                  | Belleville Senators      | AHL                      | 18  | 6   | 12 | 0  | 955    | 52  | 462   | 1  | 3.27 | 89.88 | —  | — | —  | — | —     | —  | —   | — | —    | —     |
| 2018–19                  | Brampton Beast           | ECHL                     | 1   | 0   | 1  | 0  | 64     | 2   | 29    | 0  | 1.89 | 93.55 | —  | — | —  | — | —     | —  | —   | — | —    | —     |
| 2018–19                  | Belleville Senators      | AHL                      | 39  | 21  | 17 | 4  | 2 304  | 89  | 979   | 2  | 2.32 | 91.66 | —  | — | —  | — | —     | —  | —   | — | —    | —     |
| 2018–19                  | Ottawa Senators          | NHL                      | 4   | 0   | 2  | 1  | 206    | 14  | 107   | 0  | 4.09 | 88.43 | —  | — | —  | — | —     | —  | —   | — | —    | —     |
| 2019–20                  | Belleville Senators      | AHL                      | 15  | 7   | 6  | 0  | 825    | 42  | 366   | 0  | 3.05 | 89.70 | —  | — | —  | — | —     | —  | —   | — | —    | —     |
| 2019–20                  | Ottawa Senators          | NHL                      | 24  | 5   | 8  | 0  | 1 345  | 70  | 658   | 0  | 3.12 | 90.38 | —  | — | —  | — | —     | —  | —   | — | —    | —     |
| 2020–21                  | Ottawa Senators          | NHL                      | 14  | 4   | 7  | 0  | 642    | 40  | 282   | 0  | 3.74 | 87.57 | —  | — | —  | — | —     | —  | —   | — | —    | —     |
| 2020–21                  | Belleville Senators      | AHL                      | 2   | 2   | 0  | 0  | 120    | 3   | 57    | 0  | 1.50 | 95.00 | —  | — | —  | — | —     | —  | —   | — | —    | —     |
| 2021–22                  | Linköping HC             | SHL                      | 41  | 17  | 19 | 4  | 2 426  | 97  | 989   | 4  | 2.40 | 91.07 | —  | — | —  | — | —     | —  | —   | — | —    | —     |
| 2022–23                  | Linköping HC             | SHL                      | 43  | 18  | 25 | 0  | 2 475  | 121 | 1 147 | 3  | 2.93 | 90.46 | —  | — | —  | — | —     | —  | —   | — | —    | —     |
| 2023–24                  | Linköping HC             | SHL                      | 40  | 21  | 18 | 0  | 2 358  | 99  | 1 053 | 4  | 2.52 | 91.41 | —  | — | —  | — | —     | —  | —   | — | —    | —     |
| 2024–25                  | Bridgeport Islanders     | AHL                      | 11  | 2   | 5  | 3  | 625    | 34  | 299   | 0  | 3.26 | 89.8  | —  | — | —  | — | —     | —  | —   | — | —    | —     |
| 2024–25                  | New York Islanders       | NHL                      | 15  | 2   | 6  | 3  | 728    | 41  | 294   | 0  | 3.38 | 87.8  | —  | — | —  | — | —     | —  | —   | — | —    | —     |
| SHL totalt               | SHL totalt               | SHL totalt               | 219 | 103 | 94 | 15 | 12 665 | 507 | 5 440 | 20 | 2.40 | 91.47 | 21 | 6 | 13 | 0 | 1 192 | 54 | 585 | 1 | 2.71 | 91.54 |
| AHL totalt               | AHL totalt               | AHL totalt               | 88  | 38  | 43 | 7  | 5 009  | 238 | 2 163 | 3  | 2.85 | 90.05 | —  | — | —  | — | —     | —  | —   | — | —    | —     |
| NHL totalt               | NHL totalt               | NHL totalt               | 57  | 11  | 23 | 4  | 2 920  | 165 | 1 341 | 3  | 3.39 | 89.20 | —  | — | —  | — | —     | —  | —   | — | —    | —     |
| Hockeyallsvenskan totalt | Hockeyallsvenskan totalt | Hockeyallsvenskan totalt | 17  | 7   | 8  | 0  | 901    | 44  | 378   | 0  | 2.93 | 89.57 | —  | — | —  | — | —     | —  | —   | — | —    | —     |

### Internationellt
| År            | Lag           | Turnering     |   | M | V | F | O   | MIN | IM | R | N    | GIM   | R% |
| ------------- | ------------- | ------------- | - | - | - | - | --- | --- | -- | - | ---- | ----- | -- |
| 2012          | Sverige U18   | U18-VM        | 2 | 1 | 0 | 0 | 87  | 5   | 40 | 0 | 3.45 | 88.89 |    |
| 2014          | Sverige J20   | JVM           | 1 | 1 | 0 | 0 | 60  | 0   | 13 | 1 | 0.00 | 100   |    |
| 2022          | Sverige       | VM            | 1 | 1 | 0 | 0 | 60  | 1   | 19 | 0 | 1.00 | 95.00 |    |
| Junior totalt | Junior totalt | Junior totalt | 3 | 2 | 0 | 0 | 147 | 5   | 53 | 1 | 2.04 | 91.38 |    |